# Gruppo Sportivo Carbosarda 1956-1957
Questa voce raccoglie le informazioni riguardanti il Gruppo Sportivo Carbosarda nelle competizioni ufficiali della stagione 1956-1957.

## Rosa
| N. |                   | Ruolo | Calciatore        |
| -- | ----------------- | ----- | ----------------- |
|    | Italia (bandiera) | A     | Erminio Bercarich |
|    | Italia (bandiera) | A     | Ivo Braccini      |
|    | Italia (bandiera) | C     | Emilio Busetto    |
|    | Italia (bandiera) | P     | Icilio Cavallini  |
|    | Italia (bandiera) | D     | Mario Conti       |
|    | Italia (bandiera) | C     | Renato Dioni      |
|    | Italia (bandiera) | P     | Giovanni D'Oriano |
|    | Italia (bandiera) | A     | Livio Gennari     |
|    | Italia (bandiera) | C     | Enzo Marchisio    |
|    | Italia (bandiera) | A     | Giovanni Martino  |

| N. |                   | Ruolo | Calciatore        |
| -- | ----------------- | ----- | ----------------- |
|    | Italia (bandiera) | C     | Bruno Molinari    |
|    | Italia (bandiera) | D     | Alfio Michelucci  |
|    | Italia (bandiera) | A     | Vittorio Pin      |
|    | Italia (bandiera) | A     | Giovanni Savigni  |
|    | Italia (bandiera) | A     | Giuseppe Savino   |
|    | Italia (bandiera) | A     | Luciano Serena    |
|    | Italia (bandiera) | C     | Angelo Torriglia  |
|    | Italia (bandiera) | C     | Giuseppe Trenzani |
|    | Italia (bandiera) | A     | Giordano Turotti  |
|    | Italia (bandiera) | D     | Carlo Zoboli      |